# 阿尔韦托·乌迪亚莱斯
阿尔韦托·乌迪亚莱斯（西班牙語：Alberto Urdiales，1968年11月17日—），西班牙男子手球运动员。他曾代表西班牙国家队参加1992年、1996年和2000年夏季奥林匹克运动会手球比赛，获得二枚铜牌。